# Bosberg (Swalmen)
De Bosberg is een heuvel ten oosten van Swalmen in de gemeente Roermond in de Nederlandse provincie Limburg. De heuvel stijgt steil op uit het landschap met aan de voet van de heuvel aan de zuidkant de Swalm. De Bosberg is de zuidelijke top van een steilrand in noordelijke richting en in Duitsland verder doorloopt. De heuvel heeft een hoogte van rond de 60 meter boven de zeespiegel met een topografische prominentie van 30 tot 35 meter.
Op de Bosberg heeft er meer dan 50 jaar een brandtoren gestaan. Op de berg liggen elf grafheuvels, waarvan er een aantal gereconstrueerd zijn. Op een van de grafheuvels heeft vroeger de galg van de gemeente Swalmen gestaan.
Ten zuiden van de Bosberg ligt aan de overzijde van de Bosstraat (in het zuiden) een zwembad met de naam De Bosberg en in het westen ligt een sportpark dat zo heet. In het westen ligt ook landgoed Groenewoud met aldaar de landweer De Wolfsgraaf.